# Проїзд Кароля Гейнча (Житомир)
Проїзд Кароля Гейнча — проїзд в Богунському районі міста Житомира. Названий на честь відомого представника родини житомирських землевласників Гейнчів, діяча й драматурга Кароля-Августа Гейнча.

## Опис
Знаходиться в привокзальній частині міста
, в історичній місцевості Гейнчівка. Бере початок від вулиці Монтана, прямує на північ та завершується перехрестям з вулицею Олени Пчілки. Перетинається з провулком Попова.
Забудова проїзду переважно представлена індивідуальними житловими будинками садибного типу 1960-х — 2000-х років побудови.

## Історичні відомості
У ХІХ сторіччі на території, де нині пролягає проїзд, розміщувалася садиба значних землевласників Гейнчів.
До 1950-х років територія, де згодом почне забудовуватися майбутній проїзд, відносилася до земель хутора Перша Хінчанка.
Проїзд почав забудовуватися у 1950-х роках на вільних від забудови землях колишнього хутора.
Назву проїзду на честь Кароля Августа Гейнча надано у 1995 році. До того проїзд був безіменним, а житлові будинки відносилися до поперечних вулиць та провулка Попова.